# Grasski-Weltcup 2007
Der Grasski-Weltcup 2007 begann am 12. Juli in Dizin und endete am 15. September in Rettenbach. Bei Damen und Herren wurden jeweils drei Slaloms, fünf Riesenslaloms, zwei Super-Gs und zwei Super-Kombinationen ausgetragen. Höhepunkt der Saison war die Grasski-Weltmeisterschaft, die vom 6. bis 9. September im tschechischen Olešnice v Orlických horách stattfand.

## Gesamtwertung
- WC = Weltcuppunkte
- Bonus = Bonuspunkte aus FIS-Rennen
- Gesamt = Gesamtpunkte

| Rang | Name                | Land        | WC  | Bonus | Gesamt |
| ---- | ------------------- | ----------- | --- | ----- | ------ |
| 01   | Jan Němec           | Tschechien  | 804 | 592   | 1396   |
| 02   | Edoardo Frau        | Italien     | 720 | 519   | 1239   |
| 03   | Fausto Cerentin     | Italien     | 540 | 420   | 0960   |
| 04   | Riccardo Lorenzone  | Italien     | 645 | 363   | 0906   |
| 05   | Stefan Portmann     | Schweiz     | 355 | 412   | 0767   |
| 06   | Martin Štěpánek     | Tschechien  | 318 | 261   | 0579   |
| 07   | Mirko Hüppi         | Schweiz     | 215 | 252   | 0467   |
| 08   | Pietro Guerini      | Italien     | 288 | 175   | 0463   |
| 09   | Michael Stocker     | Österreich  | 210 | 196   | 0406   |
| 10   | Manuel De Zan       | Italien     | 127 | 273   | 0400   |
| 11   | Jakob Rest          | Österreich  | 124 | 252   | 0376   |
| 12   | Lorenzo Gritti      | Italien     | 203 | 160   | 0363   |
| 13   | Mario Matter        | Schweiz     | 205 | 155   | 0360   |
| 14   | Andrea Notaris      | Italien     | 115 | 208   | 0323   |
| 15   | Jan Gardavský       | Tschechien  | 156 | 150   | 0306   |
| 16   | Mathias Inniger     | Schweiz     | 119 | 185   | 0304   |
| 16   | Domenic Senn        | Schweiz     | 190 | 114   | 0304   |
| 18   | Fabrizio Rottigni   | Italien     | 183 | 106   | 0289   |
| 19   | Lukáš Brýdl         | Tschechien  | 135 | 134   | 0269   |
| 20   | Michael Bernshausen | Deutschland | 051 | 204   | 0255   |
| 20   | Peter Paukovits     | Österreich  | 056 | 199   | 0255   |

| Rang                                 | Name                  | Land        | WC  | Bonus | Gesamt |
| ------------------------------------ | --------------------- | ----------- | --- | ----- | ------ |
| 01                                   | Ingrid Hirschhofer    | Österreich  | 925 | 501   | 1426   |
| 02                                   | Ilaria Sommavilla     | Italien     | 485 | 510   | 0995   |
| 03                                   | Bianca Lenz           | Schweiz     | 493 | 283   | 0776   |
| 04                                   | Anna-Lena Büdenbender | Deutschland | 395 | 370   | 0765   |
| 05                                   | Petra Mlejnková       | Tschechien  | 570 | 161   | 0731   |
| 06                                   | Jacqueline Gerlach    | Österreich  | 301 | 319   | 0620   |
| 07                                   | Antonella Manzoni     | Italien     | 250 | 199   | 0449   |
| 08                                   | Nadja Vogel           | Schweiz     | 260 | 000   | 0260   |
| 09                                   | Fatemeh Mahdavian     | Iran        | 205 | 000   | 0205   |
| 10                                   | Jessica Thönen        | Schweiz     | 029 | 150   | 0179   |
| 11                                   | Michaela Ducháčková   | Tschechien  | 036 | 096   | 0132   |
| 12                                   | Samira Zargari        | Iran        | 100 | 000   | 0100   |
| 13                                   | Mitra Kalhor          | Iran        | 080 | 000   | 0080   |
| 13                                   | Marjan Kalhor         | Iran        | 080 | 000   | 0080   |
| 15                                   | Nicole Portmann       | Schweiz     | 032 | 026   | 0058   |
| 16                                   | Sahar Davari          | Iran        | 045 | 000   | 0045   |
| 16                                   | Parisa Shahmoradpour  | Iran        | 045 | 000   | 0045   |
| 16                                   | Lucie Surovcová       | Tschechien  | 045 | 000   | 0045   |
| keine weiteren Läuferinnen klassiert |                       |             |     |       |        |

## Nationenwertung
(mit Bonuspunkten)
| Rang | Land        | Punkte |
| ---- | ----------- | ------ |
| 1    | Italien     | 7183   |
| 2    | Tschechien  | 5085   |
| 3    | Schweiz     | 3903   |
| 4    | Österreich  | 3610   |
| 5    | Iran        | 1401   |
| 6    | Deutschland | 1257   |
| 7    | Slowakei    | 0061   |

| Rang | Land        | Punkte |
| ---- | ----------- | ------ |
| 1    | Italien     | 5739   |
| 2    | Tschechien  | 4177   |
| 3    | Schweiz     | 2630   |
| 4    | Österreich  | 1564   |
| 5    | Iran        | 0846   |
| 6    | Deutschland | 0492   |
| 7    | Slowakei    | 0061   |

| Rang | Land        | Punkte |
| ---- | ----------- | ------ |
| 1    | Österreich  | 2046   |
| 2    | Italien     | 1444   |
| 3    | Schweiz     | 1273   |
| 4    | Tschechien  | 0908   |
| 5    | Deutschland | 0765   |
| 6    | Iran        | 0555   |

## Disziplinenwertungen
(ohne Bonuspunkte)

### Slalom
| Rang | Name               | Land       | Punkte |
| ---- | ------------------ | ---------- | ------ |
| 1    | Jan Němec          | Tschechien | 224    |
| 2    | Fausto Cerentin    | Italien    | 220    |
| 3    | Riccardo Lorenzone | Italien    | 210    |
| 4    | Martin Štěpánek    | Tschechien | 125    |
| 5    | Edoardo Frau       | Italien    | 110    |
| 6    | Jiří Russwurm      | Tschechien | 100    |
| 7    | Stefan Portmann    | Schweiz    | 096    |
| 8    | Mirko Hüppi        | Schweiz    | 087    |
| 9    | Pietro Guerini     | Italien    | 077    |
| 10   | Manuel De Zan      | Italien    | 060    |

| Rang                                 | Name                  | Land        | Punkte |
| ------------------------------------ | --------------------- | ----------- | ------ |
| 1                                    | Ingrid Hirschhofer    | Österreich  | 225    |
| 2                                    | Anna-Lena Büdenbender | Deutschland | 210    |
| 3                                    | Petra Mlejnková       | Tschechien  | 170    |
| 3                                    | Bianca Lenz           | Schweiz     | 170    |
| 5                                    | Ilaria Sommavilla     | Italien     | 120    |
| 6                                    | Nadja Vogel           | Schweiz     | 100    |
| 7                                    | Jacqueline Gerlach    | Österreich  | 050    |
| 8                                    | Michaela Ducháčková   | Tschechien  | 036    |
| keine weiteren Läuferinnen klassiert |                       |             |        |

### Riesenslalom
| Rang | Name               | Land       | Punkte |
| ---- | ------------------ | ---------- | ------ |
| 1    | Edoardo Frau       | Italien    | 440    |
| 2    | Jan Němec          | Tschechien | 380    |
| 3    | Riccardo Lorenzone | Italien    | 215    |
| 4    | Jiří Russwurm      | Tschechien | 180    |
| 5    | Martin Štěpánek    | Tschechien | 145    |
| 6    | Stefan Portmann    | Schweiz    | 141    |
| 7    | Pietro Guerini     | Italien    | 112    |
| 8    | Fausto Cerentin    | Italien    | 110    |
| 9    | Mario Matter       | Schweiz    | 103    |
| 10   | Michael Stocker    | Österreich | 080    |

| Rang | Name                  | Land        | Punkte |
| ---- | --------------------- | ----------- | ------ |
| 1    | Ingrid Hirschhofer    | Österreich  | 400    |
| 2    | Petra Mlejnková       | Tschechien  | 250    |
| 3    | Ilaria Sommavilla     | Italien     | 240    |
| 4    | Bianca Lenz           | Schweiz     | 181    |
| 5    | Jacqueline Gerlach    | Österreich  | 135    |
| 6    | Anna-Lena Büdenbender | Deutschland | 125    |
| 7    | Antonella Manzoni     | Italien     | 100    |
| 7    | Fatemeh Mahdavian     | Iran        | 100    |
| 9    | Marjan Kalhor         | Iran        | 080    |
| 9    | Nadja Vogel           | Schweiz     | 080    |

### Super-G
| Rang | Name                  | Land       | Punkte |
| ---- | --------------------- | ---------- | ------ |
| 1    | Jan Němec             | Tschechien | 200    |
| 2    | Fausto Cerentin       | Italien    | 080    |
| 2    | Hossein Kalhor (1984) | Iran       | 080    |
| 4    | Riccardo Lorenzone    | Italien    | 060    |
| 4    | Hossein Kalhor (1982) | Iran       | 060    |
| 6    | Stefan Portmann       | Schweiz    | 050    |
| 6    | Michael Stocker       | Österreich | 050    |
| 8    | Martin Štěpánek       | Tschechien | 048    |
| 9    | Mahmood Gholami       | Iran       | 045    |
| 9    | Jiří Russwurm         | Tschechien | 045    |

| Rang | Name                  | Land        | Punkte |
| ---- | --------------------- | ----------- | ------ |
| 1    | Antonella Manzoni     | Italien     | 150    |
| 2    | Ingrid Hirschhofer    | Österreich  | 100    |
| 3    | Mitra Kalhor          | Iran        | 080    |
| 3    | Nadja Vogel           | Schweiz     | 080    |
| 5    | Anna-Lena Büdenbender | Deutschland | 060    |
| 5    | Fatemeh Mahdavian     | Iran        | 060    |
| 7    | Samira Zargari        | Iran        | 050    |
| 8    | Ilaria Sommavilla     | Italien     | 045    |
| 8    | Sahar Davari          | Iran        | 045    |
| 10   | Petra Mlejnková       | Tschechien  | 040    |

### Super-Kombination
| Rang | Name               | Land       | Punkte |
| ---- | ------------------ | ---------- | ------ |
| 1    | Riccardo Lorenzone | Italien    | 160    |
| 1    | Edoardo Frau       | Italien    | 160    |
| 3    | Fausto Cerentin    | Italien    | 130    |
| 4    | Lorenzo Gritti     | Italien    | 086    |
| 5    | Michael Stocker    | Österreich | 080    |
| 6    | Pietro Guerini     | Italien    | 077    |
| 7    | Stefan Portmann    | Schweiz    | 068    |
| 8    | Domenic Senn       | Schweiz    | 058    |
| 9    | Jan Gardavský      | Tschechien | 050    |
| 10   | Mario Matter       | Schweiz    | 046    |

| Rang                                 | Name               | Land       | Punkte |
| ------------------------------------ | ------------------ | ---------- | ------ |
| 1                                    | Ingrid Hirschhofer | Österreich | 200    |
| 2                                    | Petra Mlejnková    | Tschechien | 110    |
| 2                                    | Bianca Lenz        | Schweiz    | 110    |
| 4                                    | Ilaria Sommavilla  | Italien    | 080    |
| 4                                    | Jacqueline Gerlach | Österreich | 080    |
| 6                                    | Fatemeh Mahdavian  | Iran       | 045    |
| 6                                    | Lucie Surovcová    | Tschechien | 045    |
| keine weiteren Läuferinnen klassiert |                    |            |        |

## Podestplatzierungen Herren
Disziplinen: GS = Riesenslalom, SC = Super-Kombination, SG = Super-G, SL = Slalom
| Datum      | Ort                  | Disziplin | 1. Platz           | 2. Platz              | 3. Platz                     |
| ---------- | -------------------- | --------- | ------------------ | --------------------- | ---------------------------- |
| 12.07.2007 | Dizin (IRN)          | SG        | Jan Němec          | Hossein Kalhor (1984) | Hossein Kalhor (1982)        |
| 13.07.2007 | Dizin (IRN)          | GS        | Edoardo Frau       | Jan Němec             | Alidad Saveh Shemshaki       |
| 22.07.2007 | Marbachegg (SUI)     | GS        | Jan Němec          | Edoardo Frau          | Riccardo Lorenzone           |
| 23.07.2007 | Marbachegg (SUI)     | SG        | Jan Němec          | Fausto Cerentin       | Riccardo Lorenzone           |
| 11.08.2007 | Čenkovice (CZE)      | GS        | Jan Němec          | Edoardo Frau          | Jiří Russwurm                |
| 12.08.2007 | Čenkovice (CZE)      | SL        | Jan Němec          | Riccardo Lorenzone    | Fausto Cerentin Edoardo Frau |
| 25.08.2007 | Sattel (SUI)         | SL        | Fausto Cerentin    | Martin Štěpánek       | Stefan Portmann              |
| 26.08.2007 | Sattel (SUI)         | SL        | Jan Němec          | Riccardo Lorenzone    | Fausto Cerentin              |
| 01.09.2007 | Forni di Sopra (ITA) | SC        | Riccardo Lorenzone | Fausto Cerentin       | Edoardo Frau                 |
| 02.09.2007 | Forni di Sopra (ITA) | GS        | Edoardo Frau       | Jiří Russwurm         | Riccardo Lorenzone           |
| 14.09.2007 | Rettenbach (AUT)     | GS        | Jan Němec          | Edoardo Frau          | Fausto Cerentin              |
| 15.09.2007 | Rettenbach (AUT)     | SC        | Edoardo Frau       | Michael Stocker       | Riccardo Lorenzone           |

## Podestplatzierungen Damen
Disziplinen: GS = Riesenslalom, SC = Super-Kombination, SG = Super-G, SL = Slalom
| Datum      | Ort                  | Disziplin | 1. Platz              | 2. Platz              | 3. Platz              |
| ---------- | -------------------- | --------- | --------------------- | --------------------- | --------------------- |
| 12.07.2007 | Dizin (IRN)          | SG        | Antonella Manzoni     | Mitra Kalhor          | Fatemeh Mahdavian     |
| 13.07.2007 | Dizin (IRN)          | GS        | Antonella Manzoni     | Marjan Kalhor         | Fatemeh Mahdavian     |
| 22.07.2007 | Marbachegg (SUI)     | GS        | Ingrid Hirschhofer    | Nadja Vogel           | Ilaria Sommavilla     |
| 23.07.2007 | Marbachegg (SUI)     | SG        | Ingrid Hirschhofer    | Nadja Vogel           | Anna-Lena Büdenbender |
| 11.08.2007 | Čenkovice (CZE)      | GS        | Ingrid Hirschhofer    | Anna-Lena Büdenbender | Petra Mlejnková       |
| 12.08.2007 | Čenkovice (CZE)      | SL        | Anna-Lena Büdenbender | Petra Mlejnková       | Ilaria Sommavilla     |
| 25.08.2007 | Sattel (SUI)         | SL        | Ingrid Hirschhofer    | Bianca Lenz           | Ilaria Sommavilla     |
| 26.08.2007 | Sattel (SUI)         | SL        | Nadja Vogel           | Ingrid Hirschhofer    | Anna-Lena Büdenbender |
| 01.09.2007 | Forni di Sopra (ITA) | SC        | Ingrid Hirschhofer    | Ilaria Sommavilla     | Petra Mlejnková       |
| 02.09.2007 | Forni di Sopra (ITA) | GS        | Ingrid Hirschhofer    | Petra Mlejnková       | Ilaria Sommavilla     |
| 14.09.2007 | Rettenbach (AUT)     | GS        | Ingrid Hirschhofer    | Ilaria Sommavilla     | Petra Mlejnková       |
| 15.09.2007 | Rettenbach (AUT)     | SC        | Ingrid Hirschhofer    | Jacqueline Gerlach    | Bianca Lenz           |